# Thompson Lawrence
Thompson Lawrence (* 11. März 1889 in Nashville, Tennessee; † 9. Mai 1961 in Los Angeles, Kalifornien) war ein Generalmajor der United States Army. Er war unter anderem Kommandeur der 99. Infanteriedivision.

## Leben
Thompson Lawrence war ein Sohn von Risley Pomeroy Lawrence (1862–1936) und dessen Frau Rowena Thompson Ewing (1867–1943). In den Jahren 1907 bis 1911 besuchte er die United States Military Academy in West Point. Nach seiner Graduation wurde er als Leutnant der Infanterie zugeteilt. In der Armee durchlief er anschließend alle Offiziersränge vom Leutnant bis zum Zwei-Sterne-General.
Im Lauf seiner militärischen Karriere absolvierte Lawrence verschiedene Kurse und Schulungen. Dazu gehörten unter anderem der Infantry Officer Advanced Course, die Tank School, das Command and General Staff College, der Basic Airborne Course und das United States Army War College.
In seinen jüngeren Jahren absolvierte er den für Offiziere in den niederen Rangstufen üblichen Dienst in unterschiedlichen Einheiten und Standorten. Dazu gehörten auch Aufgaben als Stabsoffizier in verschiedenen Hauptquartieren. Über eine Verwendung im Ersten Weltkrieg geben die Quellen keinen Aufschluss.
In den 1920er und 1930er Jahren absolvierte er unter anderem die erwähnten Schulen. Außerdem wirkte er als Dozent an der Militärakademie in West Point, dem Command and General Staff College (1933–1937) und dem Army War College (1939–1941). Dazwischen kommandierte er in den Jahren 1937 bis 1939 den Central District des Civil Conservation Corps das Teil der 3rd Corps Area war. Zwischen Februar und September 1941 gehörte er dem Stab des Armored Force Replacement Center in Fort Knox in Kentucky an. Danach kommandierte er bis zum August 1942 diese Einrichtung. In diese Zeit fiel der amerikanische Eintritt in den Zweiten Weltkrieg.
Zwischen November 1942 und Juli 1943 kommandierte er die gerade erst neu aufgestellte 99. Infanteriedivision. Zu seiner Zeit als Kommandeur war diese Division noch nicht im Kriegseinsatz. Sie wurde aber in den Vereinigten Staaten für einen solchen Einsatz ausgebildet. Nach dem Ende seiner Amtszeit bei der 99. Infanteriedivision erhielt Thompson Lawrence das Kommando über das Infantry Replacement Training Center in Camp Roberts in Kalifornien. Dieses hatte er zwischen August 1943 und August 1945 inne. Zu einem Kampfeinsatz im Zweiten Weltkrieg kam er daher nicht. Zum 31. März 1946 schied er aus dem Militärdienst aus.
Thompson Lawrence verbrachte seinen Lebensabend in Santa Barbara, wo er sich in einigen gesellschaftlichen Organisationen engagierte. Er starb am 9. Mai 1961 in einem Veteranenkrankenhaus in Los Angeles und wurde auf dem Calvary Cemetery in Santa Barbara beigesetzt. Er war seit 1911 mit Mary d'Antignac Lilienthal (1893–1977) verheiratet.

## Orden und Auszeichnungen
Thompson Lawrence erhielt im Lauf seiner militärischen Laufbahn unter anderem folgende Auszeichnungen:
- American Campaign Medal
- American Defense Service Medal
- World War I Victory Medal
- World War II Victory Medal